# Paraonis strelzovi
Paraonis strelzovi är en ringmaskart som beskrevs av Hartmann-Schröder 1980. Paraonis strelzovi ingår i släktet Paraonis och familjen Paraonidae. Inga underarter finns listade i Catalogue of Life.